# Paranomus adiantifolius
Paranomus adiantifolius är en tvåhjärtbladig växtart som beskrevs av Richard Anthony Salisbury och Joseph Knight. Paranomus adiantifolius ingår i släktet Paranomus och familjen Proteaceae. Inga underarter finns listade i Catalogue of Life.